# 张昌民
张昌民，男，汉族，中共党员，1963年7月生于河南省灵宝市，1984年毕业于江汉石油学院石油地质专业，1993年毕业于中国石油勘探开发研究院油气田开发工程专业，获博士学位，2003年8月-2014年6月11日，担任长江大学校长、党委常委、副书记，2014年主动辞去长江大学校长职务，卸任后，张昌民担任长江大学地球科学院教授与博士生导师。

2014年6月12日，原武汉大学副校长、党委常委谢红星接替其校长职务。

## 人物生平
- 1963年7月生于河南省灵宝市；
- 1980年9 月考入江汉石油学院勘探系石油地质专业学习；
- 1983年4月加入中国共产党[1]；
- 1984年毕业于江汉石油学院石油地质专业[5]；
- 1984年7月留校任教；
- 1993年毕业于中国石油勘探开发研究院油气田开发工程专业，获博士学位[5]；
- 2003年8月始，出任长江大学校长、党委常委、副书记；
- 2014年6月，卸任长江大学校长职务。

## 辞去校长职务
2013年以来，张昌民先后3次主动向湖北省委组织部打报告，要求退出领导岗位，2014年4月获得批准。

## 学术研究
张昌民的主要研究领域为沉积学、储层地质、开发地质教学、地质学、石油天然气工业、地球物理学以及科研工作。